# Принцип аргумента
Принципом аргумента в комплексном анализе называют следующую теорему:
Теорема. Если функция {\displaystyle f} мероморфна в замыкании некоторой односвязной ограниченной области {\displaystyle G} с гладкой границей {\displaystyle \partial G} и не имеет на её границе ни нулей, ни полюсов, то справедлива следующая формула:
{\displaystyle N-P={1 \over 2\pi i}\int \limits _{\partial G}{df \over f}={1 \over 2\pi }\Delta _{\partial G}\,\operatorname {arg} \,f} ,
где {\displaystyle N} и {\displaystyle P} — количества соответственно нулей и полюсов функции {\displaystyle f} в {\displaystyle G}, учтённых каждый с его кратностью, а {\displaystyle \Delta _{\partial G}\,\operatorname {arg} \,f} — изменение аргумента {\displaystyle f(z)} при обходе вдоль контура области {\displaystyle G} (ориентация контура стандартная).

## Доказательство
Пусть {\displaystyle f(z)=(z-a)^{k}g(z)}, причём функция {\displaystyle g} голоморфна в точке {\displaystyle a} и не равна в ней нулю (точка {\displaystyle a} из области {\displaystyle G}). Тогда 
{\displaystyle {df \over f}=k{dz \over z-a}+{dg \over g}}.
Так как 1-форма {\displaystyle {\frac {dg}{g}}} голоморфна в точке {\displaystyle a}, её вычет в этой точке равен нулю, и вычет формы {\displaystyle {\frac {df}{f}}} в точке {\displaystyle a} равен {\displaystyle k}, то есть он равен порядку нуля (или минус порядку полюса) функции {\displaystyle f} в этой точке.
Используя эти соображения и основную теорему о вычетах, интеграл в формулировке теоремы можно вычислить явно:
{\displaystyle {1 \over 2\pi i}\int \limits _{\partial G}{df \over f}=\sum \limits _{a}\operatorname {res} _{a}{df \over f}=N-P}.
Таким образом, первая половина формулы доказана.
Чтобы доказать вторую половину формулы, проведём простой разрез {\displaystyle \Gamma } внутри области {\displaystyle G}, проходящий через все нули и полюса функции {\displaystyle f}, и выходящий на границу области {\displaystyle G} в некоторой точке {\displaystyle z_{0}}. Область с разрезом {\displaystyle G}\{\displaystyle \Gamma } теперь односвязна, и замкнутая 1-форма {\displaystyle {\frac {df}{f}}} не имеет особенностей внутри неё и на контуре {\displaystyle \partial G} , и значит точна в {\displaystyle {\overline {G}}\setminus \Gamma }, то есть допускает там первообразную {\displaystyle F(z)}.
Функция {\displaystyle F(z)} будет первообразной для формы {\displaystyle {\frac {df}{f}}} также и вдоль контура области {\displaystyle G} с выколотой точкой {\displaystyle z_{0}}. Поэтому можно применить формулу Ньютона-Лейбница:
{\displaystyle \int \limits _{\partial G}{df \over f}=\int \limits _{\partial G\setminus \{z_{0}\}}dF=F(z_{0}-0)-F(z_{0}+0)}.
Так как {\displaystyle dF={\frac {df}{f}}=d(\ln f)}, то функция {\displaystyle F(z)} с точностью до константы совпадает с некоторой однозначной ветвью логарифма функции {\displaystyle f}, и поэтому справедливо равенство:
{\displaystyle F(z)=\ln |f(z)|+i\arg f(z)+{\rm {const}}}.
Подставляя это выражение в формулу Ньютона-Лейбница, окончательно получаем:
{\displaystyle \int \limits _{\partial G}\,{\frac {df}{f}}=F(z_{0}-0)-F(z_{0}+0)=i(\arg f(z_{0}-0)-\arg f(z_{0}+0))=i\Delta _{\partial G}\arg f}.